# Edvard Sjöblom

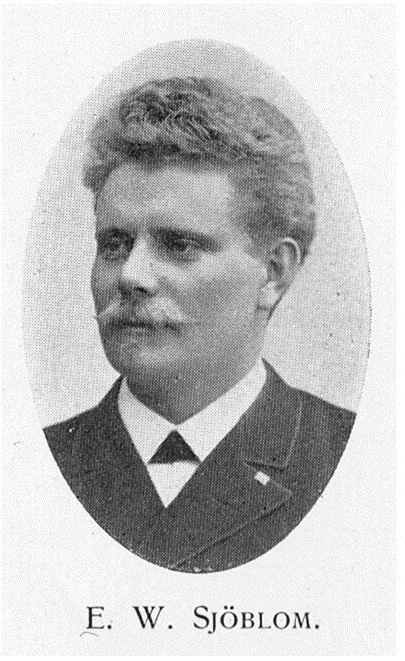
Edvard Sjöblom

Edvard Vilhelm Sjöblom (Vittinge församling (Zweden), 30 september 1862 - Ikoko (Onafhankelijke Congostaat), 20 januari 1903) was een Zweedse protestantse zendeling in de Onafhankelijke Congostaat.

## Missionariswerk in de Onafhankelijke Congostaat
Edvard Sjöblom trad in dienst als zendeling in 1885. In juni 1892 vertrok hij naar de Onafhankelijke Congostaat, en meer bepaald naar het land van de Balolo, in de Opper-Congo. Op 17 februari 1902 ontmoette hij William Debauw, de districtscommissaris van Coquilhatstad, om toestemming te vragen voor de oprichting van een onderpost aan het Tumbameer voor zijn catechist Frank Etova, die een opleiding genoten had in het Verenigd Koninkrijk. Sjöblom zag zijn aanvraag worden goedgekeurd op 29 april 1902. Nadien bouwde hij een school in het dorp Etuta. Sjöblom overleed op 20 januari 1903 in Ikoko, waar hij werd begraven.

## Rol in de internationale kritiek op de Onafhankelijke Congostaat
Sjöblom was getuige van het schrikbewind tegen de inheemse bevolking in de Onafhankelijke Congostaat omtrent de rubberwinning door middel van dwangarbeid. Hij confronteerde onder meer Léon Fiévez over de praktijken met afgekapte handen. Nadat hij was afgewimpeld en met uitzetting bedreigd, bracht Sjöblom de wantoestanden aan het licht in de Europese publieke opinie. Baron Théophile Wahis, gouverneur-generaal van Onafhankelijke Congostaat van 1892 tot 1908 en vervolgens van Belgisch-Congo van 1908 tot 1912, "bedreigde hem met een gevangenisstraf van vijf jaar als de wreedheden aan de kaak zou blijven stellen". De getuigenissen van Sjöblom lagen mee aan de basis voor de oprichting van een internationale onderzoekscommissie in Congo.

## Zijn nalatenschap ter plaatse
In 1941 telde de Congolese missie die was opgericht door Sjöblom 19 missionarissen, vijf centrale posten en 103 buitenposten. Ze telde op dat moment 1.723 parochianen en 4.146 scholieren. Er werden ongeveer 14.000 mensen verzorgd in hun dispensaria.

## Publicatie
Sjöblom schreef I Palmernas Skugga, een Zweedstalig boek over zijn belevenissen in de Onafhankelijke Congostaat. Dit werk werd postuum uitgegeven, voor het eerst in Stockholm in 1907.

## Trivia
- Edvard Sjöblom komt voor als personage in Congo, een thriller uit 2014 naar de hand van Gregor Vincent.